# Dorit Shavit
Dorit Shavit (hebreo: דורית שביט; Jerusalén, 13 de marzo de 1949) es una licenciada en letras israelí con una extensa trayectoria en el Ministerio de Relaciones Exteriores de Israel, que se desempeñó como embajadora en Argentina entre 2011 y 2016.

## Biografía
Dorit Shavit nació en Jerusalén el 13 de marzo de 1949. Sus padres eran judíos alemanes sionistas. Su madre llegó, desde Alemania a Israel en 1922, junto a su familia. Su padre, secretario de Chaim Weizmann, el primer Presidente del Estado de Israel, llegó desde Alemania a Israel en 1936 con el movimiento juvenil para vivir en un kibutz.
Cursó sus estudios en la escuela Tijon Jadash en Tel Aviv. Militó en el Movimiento Juvenil Sionista Socialista Hashomer Hatzair.
Su decisión de estudiar árabe y estudios del Medio Oriente fue, según ella, con el sueño de intentar colaborar personalmente en el logro de la paz en Medio Oriente.
Está casada en segundas nupcias y tiene cuatro hijos y seis nietos. Su primer matrimonio duró 32 años hasta la muerte de su esposo. En 2007 se casó de nuevo con un señor que también tenía cuatro hijos. Tiene tres hijos que viven en Israel y uno que vive en Londres.  Debido a su trabajo como embajadora de Israel vivió en Argentina.

## Trayectoria
Cursó el servicio militar, obligatorio para las mujeres israelíes y lo finalizó con el grado de Sargento.
En 1973 se graduó con honores de licenciada en Literatura Árabe y del Islam en la Universidad Hebrea de Jerusalén. 
Entre 1974 y 1983 ingresó al Ministerio de Relaciones Exteriores y trabajó como investigadora en el Centro de Análisis Político, sección Jordania. En el transcurso de los años se desempeñó en diversas secciones del mundo árabe en el Centro de Análisis Político.
Entre 1983 y 1985 fue Cónsul General Adjunto en el Consulado General de Israel en la ciudad de Miami en los Estados Unidos.
En 1988	terminó sus estudios de Cristianismo en la Universidad Hebrea de Jerusalén donde se graduó con honores en una Maestría (M.A.) en Cristianismo.
Entre 1989 y 1992 fue Consejera Política de la Embajada de Israel en El Cairo, Egipto.
Entre 1992 y 1994 fue Directora del Departamento de Medio Oriente en el Centro de Análisis Político.
Entre 1994 y 1999 fue Cónsul General en el Consulado General de Israel en San Pablo, Brasil.
Entre 1999 y 2001 fue Directora del Centro de Emergencias y Crisis y hasta 2005 fue la encargada del Status de la Mujer.
Entre 2001 y 2003 fue la Directora de la División de Medio Oriente en el Centro de Análisis Político y en 2003 fue nombrada directora general Adjunta para América Latina y el Caribe.
En 2011 fue nombrada embajadora en Buenos Aires, siendo la primera mujer en representar a Israel en Argentina.
Habla hebreo, inglés, portugués, español y árabe.
Tomó cursos sobre "Diplomacia Avanzada", "Negociación Política", "Historia de Jerusalém", "Economía de Israel", "Historia del Arte", "Feminismo y Status de la Mujer" y otros.
Como directora general Adjunta para América Latina y el Caribe de la cancillería israelí siempre se mostró preocupada por las relaciones Israel-América Latina y por el nuevo fenómeno político representado por las relaciones de varios países de América Latina con el gobierno de Irán.